# Cecropis striolata
La golondrina estriada o golondrina rayada grande (Cecropis striolata) es una especie de ave paseriforme de la familia Hirundinidae que vive en el sur de Asia.
Su clasificación se encuentra en discusión, algunos la sitúan dentro del género Hirundo, como Hirundo striolata. Anteriormente se la consideró una subespecie de la golondrina dáurica.

## Descripción
La golondrina estriada mide unos 19 cm y tiene una cola profundamente ahorquillada. Tiene mayoría de las partes superiores del cuerpo de color negro con matices azules aunque con el obispillo marrón listado. La mayoría de los individuos tiene el cuello rojizo, aunque esta coloración a veces no aparece. La cara y las partes inferiores son blancas con listas oscuras. Sus alas son pardas. Ambos sexos son similares pero los juveniles tienes colores más apagados y parduzcos, su obispillo es de tono más pálido y las plumas de sus colas son más cortas.
Su llamada de contacto consiste en un «pin» y la llamada de alarma es  «chi-chi-chi», su canto es un gorjeo suave.

## Taxonomía
Se han descrito cinco subespecies:
- C. s. striolata crían en Taiwán, las Filipinas e Indonesia.
- C. s. mayri cría desde el noreste de la India al noroeste de Birmania. Tiene listas más anchas que la subespecie nominal striolata.
- C. s. stanfordi cría desde el noreste de Birmania al norte de Tailandia. Tiene listas anchas.
- C.  s. vernayi cría en el oeste de Tailandia. Tiene las partes inferiores más rojizas que la subespecie nominal, y su obispillo está solo tenuamente rayado.
- C.  s. badia cría en la península malaya. Tiene las partes inferiores rojizas ligeramente listadas y su obispillo no tiene listas. Algunas veces se la ha considerado una especie aparte, golondrina entrirrufa,  Hirundo badia o Cecropis badia.

Esta especie, en particular los miembros de la subespecie mayri, es muy similar a los miembros de la subespecie japonicus de la golondrina dáurica, aunque son mayores y son más estriados, y tienen el cuello menos llamativo.

## Distribución y hábitat
Esta especie se encuentra en las regiones llanas y abiertas, a veces en las colinas, y las zonas de cultivo aclaradas del sur y el sureste asiático, desde el norte de la India y Taiwán hasta Timor en el sur.
Las subespecie insulares y badia son principalmente sedentarias, pero las subespecies continentales mayri  y stanfordi son parcialmente migratorias, y se desplazan al sur en invierno.

## Comportamiento

### Reproducción
Las golondrinas estriadas crían de abril a julio, construyendo sus nidos aislados o semi-colonialmente. Los nidos tienen forma de retorta o botella, hechos a base de bolitas de barro y forrados en su interior con hierbas secas y plumas. Las puestas constan generalmente de cuatro huevos blancos, a veces cinco, con excepción de las de badia, que suelen poner solo dos huevos. Ambos sexos se encargan de construir el nido, incubar los huevos y alimentar a los pollos.
En su medio natural construyen sus nidos en el interior de cuevas, aunque muy a menudo utilizan construcciones como los puentes, las alcantarillas y los edificios. 

### Alimentación
Las golondrinas estriadas se alimentan cazando insectos voladores a baja altura. Su vuelo de caza lento y vigoroso se parece al de la golondrina común. Pueden cazar en compañía de otras aves insectívoras.